# 테리 멀홀랜드
테렌스 존 멀홀랜드(Terence John Mulholland, 1963년 3월 9일 ~ )는 은퇴한 메이저 리그 베이스볼 투수로, 좌투우타이다.